# Greslania multiflora
Greslania multiflora är en gräsart som beskrevs av Pilg.. Greslania multiflora ingår i släktet Greslania och familjen gräs. Inga underarter finns listade i Catalogue of Life.